# Ronny Cox
Daniel Ronald "Ronny" Cox, född 23 juli 1938 i Cloudcroft, Otero County, New Mexico, är en amerikansk skådespelare och musiker.
Cox växte upp i Portales i New Mexico där pappan var snickare och arbetade på mejeri. Han fick sitt genombrott som skådespelare i långfilmen Den sista färden (1972), en roll som han fick bland annat på grund av att han kunde spela gitarr. Cox har som skådespelare ofta spelat rollen som antagonist.

## Filmografi (urval)
- 1972 – Bröderna Cartwright (TV-serie) (1 avsnitt)
- 1972 – Den sista färden
- 1977 – Djävulsbilen
- 1984 – Snuten i Hollywood
- 1985 – Lust och begär
- 1986 – Alfred Hitchcock presenterar (TV-serie) (1 avsnitt)
- 1986 – Mord och inga visor (TV-serie) (2 avsnitt)
- 1987 – Snuten i Hollywood II
- 1987 – Robocop
- 1987–1988 – St. Elsewhere (TV-serie) (huvudroll)
- 1988 – FBI i stridslinjen
- 1990 – Total Recall
- 1992 – Star Trek: The Next Generation (TV-serie) (2 avsnitt)
- 1993 – Lagens änglar (TV-serie) (1 avsnitt)
- 1993–1994 – Den andra chansen (TV-serie) (huvudroll)
- 1994–1995 – Ljuva rättvisa (TV-serie) (huvudroll)
- 1996 – Diagnos mord (TV-serie) (1 avsnitt)
- 1998–1999 – Advokaterna (TV-serie) (2 avsnitt)
- 1998–2005 – Stargate SG-1 (TV-serie) (11 avsnitt)
- 1999 – Deep Blue Sea
- 1999 – Ödets makt
- 2001 – American Outlaws
- 2001 – The Agency (TV-serie) (10 avsnitt)
- 2002 – In the Heat of Fire
- 2003 – Boston Public (TV-serie) (1 avsnitt)
- 2005 – Law & Order: Special Victims Unit (TV-serie) (1 avsnitt)
- 2005 – Medium (TV-serie) (1 avsnitt)
- 2006 – Commander in Chief (TV-serie) (1 avsnitt)
- 2006 – Desperate Housewives (TV-serie) (1 avsnitt)
- 2011 – Dexter (TV-serie) (1 avsnitt)